# Sweet Anita
Sweet Anita（1990年7月28日—），或稱安妮塔（Anita）是一位英國Twitch直播主和YouTuber。

## 早期生活
安妮塔在東安格利亞由單身母親撫養長大，然後搬到英格蘭西南部。
在27歲時被診斷出有妥瑞症，包括罕見的穢語症。在整個青少年時期都表現出抽动综合症症狀，並且由於抽動只能參加一年的正規教育。安妮塔在13歲時試圖得到醫療診斷，但醫生並沒有認真對待她的症狀，並說她長大後就會消失，同時認為她是在尋求關注而不予理睬。十多年後，她再次嘗試診斷，這次是在醫院。經過一週的檢查，她被診斷出患有妥瑞症。

## 職業生涯
2018年開始安妮塔在Twitch直播。她早期的直播內容包括遊戲內容，主要是《鬥陣特攻》。因抽動而發出髒話的影片在網絡爆紅短片瘋傳後，安妮塔很快就受到了歡迎。同年《Variety》雜誌將安妮塔列為電子遊戲界最有影響力的人物之一。
2019年安妮塔在第11屆Shorty Awards上獲得“年度Twitch主播”提名，獲得了她的第一個主要獎項提名
2019年，安妮塔報告稱，她遭受身份不明的跟蹤者的長期騷擾和虐待。在推特上，安妮塔批評警方對此事的處理方式，她說：「如果我出了什麼事，我真的希望我是煤礦裡最後的金絲雀。法律需要改變。不工作應該有很高的強姦、襲擊或死亡風險，尤其是直播主。”2020年9月，安妮塔發布了一段YouTube視頻，詳細介紹了她的苦難經歷以及其他幾位網絡名人在跟踪方面的經歷，以提高人們對此事的認識。
安妮塔曾與英國妥瑞氏症行動善機構合作，多次為該組織舉辦募款活動。
2020年12月，安妮塔主持VY Esports的線上活動LuudoFest！

## 個人生活
除了直播之外，安妮塔還是一名動物復健師，照顧過多種動物，包括兔子、老鼠和毛絲鼠。也經營自己的生意，販售從海邊收集的海玻璃。安妮塔就她的病情進行了多次採訪，透過列舉妥瑞症對日常社交互動的影響等例子，努力提高人們對妥瑞症影響的認識並促進教育。
該直播主一直是深度假色情和網路騷擾的受害者。這些事件引發了人們對缺乏法律保護以及難以從網路上刪除此類內容的擔憂。人們正在努力倡導聯邦立法，並提高人們對色情報復問題及其對受害者影響的認識。
安妮塔是半性戀。

## 獎項和提名
| 年份 | Ceremony             | 類別             | 結果 | 參考   |
| ---- | -------------------- | ---------------- | ---- | ------ |
| 2019 | 第11屆 Shorty Awards | 年度Twitch直播主 | 提名 | [ 21 ] |
| 2019 | 第37屆金搖桿獎       | 最佳直播主       | 提名 | [ 22 ] |

## 外部連結
- Sweet Anita的Instagram帳戶
- Sweet Anita的X（前Twitter）